# IEC 61851
IEC 61851 es un estándar internacional para sistemas conductivos del vehículo eléctrico, encontrándose partes del mismo actualmente en desarrollo. IEC 61851 es uno de  los grupos  de estándares de la Comisión Electrotécnica Internacional (Internacional Electrotechnical Commission en inglés, IEC), para vehículos eléctricos de carretera y camiones eléctricos  industriales y es competencia del Comité Técnico 69 (TC69) de IEC.

## Documentos de estándares
IEC 61851 consta de las siguientes partes, detallados en documentos de estándares separados IEC 61851:
- IEC 61851-1: requisitos generales. Todos los requisitos de IEC 61851-22 se han trasladado a esta norma, ya que cesó el trabajo en IEC 61851-22. Los aspectos cubiertos en esta norma incluyen:[2]
  - Las características y condiciones de funcionamiento del equipo de suministro a vehículos eléctricos;
  - La especificación de la conexión entre el equipo de alimentación del VE y el VE;
  - Los requisitos de seguridad eléctrica para los equipos de suministro a vehículos eléctricos.
- IEC 61851-21-1: vehículo eléctrico, cargador de a bordo, requisitos de compatibilidad electromagnética (CEM o EMC, en inglés) para conexión conductora a un suministro de AC/DC.[3]
- IEC 61851-21-2: requisitos de vehículo eléctrico para conexión conductora a un suministro de AC/DC -requisitos EMC de sistemas de carga del vehículo eléctrico embarcados.
- IEC 61851-22: estación de carga AC de vehículo eléctrico.
- IEC 61851-23: estación de carga DC de vehículo eléctrico.[4]
- IEC 61851-24: comunicación digital entre una estación de carga  DC de VE y un vehículo eléctrico, para el control de la carga de DC.[5]